# Mars-sur-Allier
Mars-sur-Allier település Franciaországban, Nièvre megyében. Lakosainak száma 300 fő (2022. január 1.). Mars-sur-Allier Mornay-sur-Allier, Neuvy-le-Barrois, Langeron, Magny-Cours, Saincaize-Meauce és Saint-Parize-le-Châtel községekkel határos.

## Népesség
A település népességének változása:
| Lakosok száma | 287  | 296  | 311  | 303  | 304  | 306  | 304  | 302  | 300  |
|               | 2013 | 2015 | 2016 | 2017 | 2018 | 2019 | 2020 | 2021 | 2022 |